# Фурно, Джованни
Джованни Фурно (итал. Giovanni Furno; 1 января 1748, Капуя — 20 июня 1837, Неаполь) — итальянский теоретик, композитор и музыкальный педагог. Представитель, так называемой, неаполитанской школы.

## Биография
В детстве остался сиротой. Благодаря проявленному в раннем возрасте музыкальному таланту, был принят в неаполитанскую консерваторию, которая взяла на себя расходы по его образованию. Учился под руководством Карло Котумаччи.
После окончания консерватории работал органистом в разных неаполитанских церквях и посвятил себя сочинению духовной музыки.
Долгие годы до 1808 года был преподавателем композиции в альма матер. Позже преподавал композицию в консерватории Пьета-де-Туркини и в Королевской музыкальной консерватории.
Среди его учеников были композиторы Сальваторе Аньелли, Винченцо Беллини, Саверио Меркаданте, Эррико Петрелла, Луиджи Риччи, Лауро Росси и другие.
Д. Фурно — автор двух опер, в том числе L’allegria respata (1778), «Miserere», симфонию и других произведений для оркестра.

## Теоретические труды
- Metodo facile, breve e chiaro delle prime ed essenziali regole per accompagnare i partimenti senza numeri (Милан)
- Regole di partimento per imparare a sonare bene il cembalo (Милан)

## Оперы
- L’allegria disturbata (1778)
- L’impegno

## Вокальные произведения
- Messa con Credo per soprano, tenore e organo
- Qui sedes per soprano e strumenti
- Miserere per 4 voci e organo
- Dixit in la magg. per soprano, tenore e organo
- Dixit e Magnificat per 2 voci e organo
- Magnificat in re magg. per soprano, contralto, tenore e baritono e orchestra
- Magnificat in fa magg. per due voci e organo
- Nonna in do magg. per 2 soprano e strumenti
- Recitativo e Nonna in pastorale

## Сочинения для органа
- Apertura in la magg.
- Apertura e pastorale in fa magg.
- Al post communio, trattenimento in fa magg.
- 6 trattenimenti